# Jacques-François Llanta
Jacques-François Llanta (1807-1864) est un dessinateur et lithographe français.

## Biographie
Né Jacques-François Gaudérique Llanta à Perpignan le 18 novembre 1807, il commence à produire des dessins lithographiés au début des années 1830. Élève de Antoine-Jean Gros, il est présent au Salon à partir de 1834, sous le nom de « Llanta », montrant deux portraits ; son adresse parisienne est alors au 20 de la rue Cassette. Médaillé en 1839, il y expose régulièrement jusqu'en 1845. Son ultime apparition remonte à 1859, avec trois lithographies d'inspiration religieuse ; sa dernière adresse mentionne Montrouge.

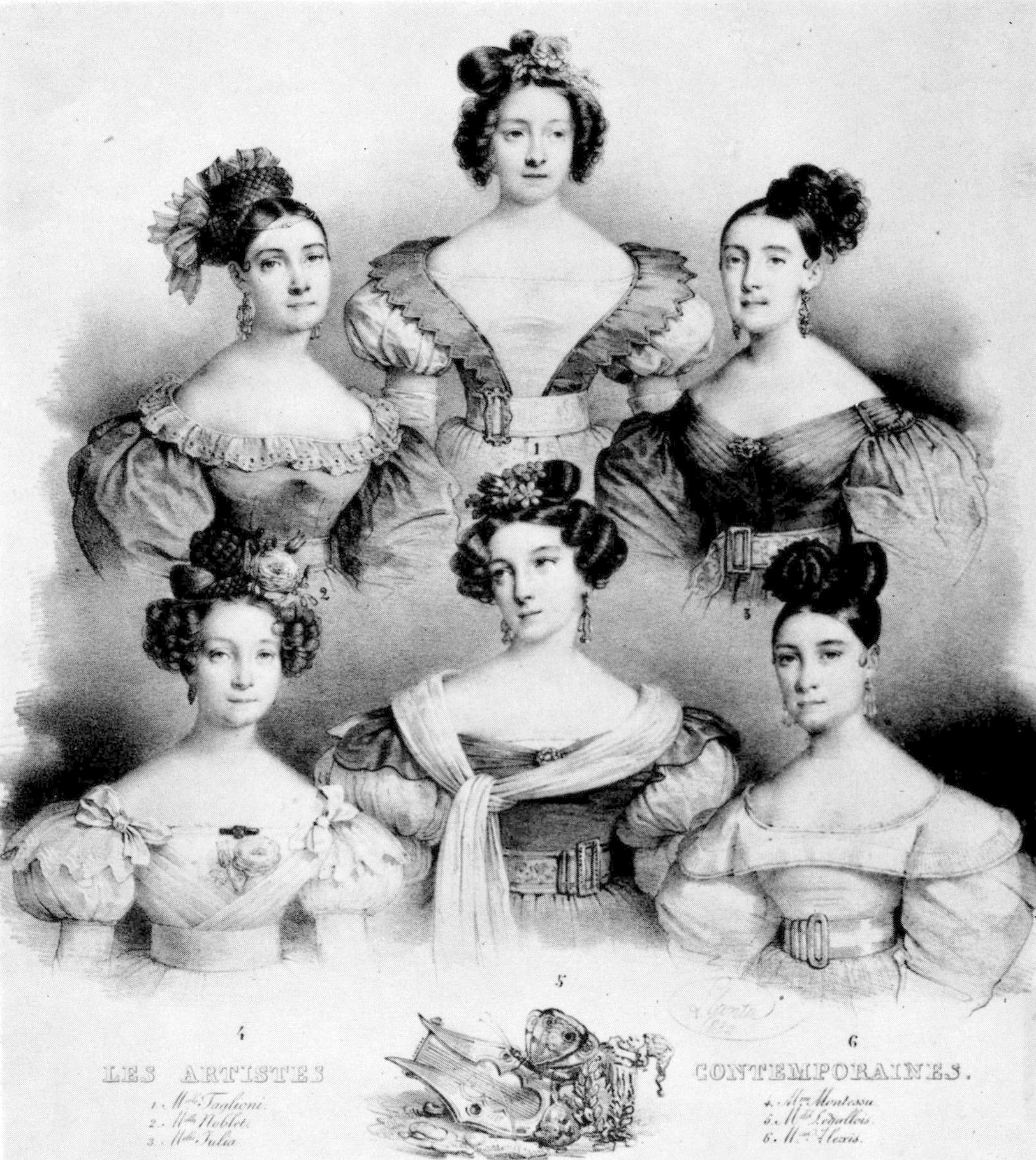
Les Artistes contemporaines (Lemercier, 1832).

Outre des collaborations à des albums et des ouvrages, ses travaux sont entre autres imprimés chez Joseph-Rose Lemercier dont il forme le neveu, Alfred.
Llanta meurt à Paris en 1864. Il était membre sociétaire de l'« Association des artistes peintres, sculpteurs, graveurs et dessinateurs » fondée en 1844 à Paris.
Il eut un fils qui fut aussi son élève, Jacques-Louis Llanta, qui exposa au Salon des artistes français en 1884.